# Gehandicaptenparkeerkaart

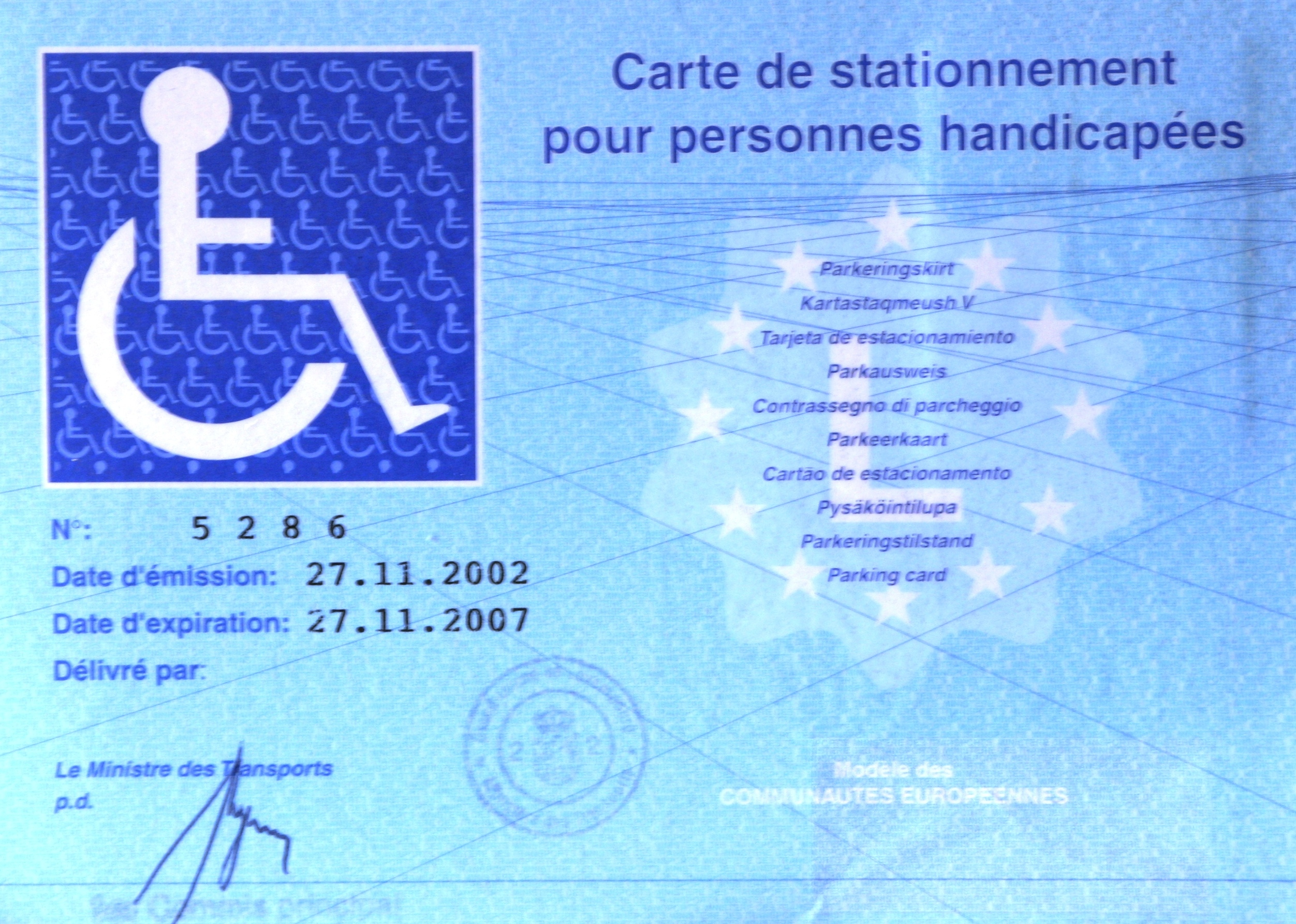
Europese GPK, Luxemburgs model

Een Europese gehandicaptenparkeerkaart (GPK) is een parkeerbewijs met speciale rechten voor weggebruikers met een handicap.

## Nederlandse situatie
Er zijn drie soorten gehandicaptenparkeerkaarten: de bestuurderskaart, de passagierskaart en de gehandicaptenparkeerkaart voor instellingen. Alleen de eerste twee soorten kunnen worden verstrekt aan particulieren.
- De bestuurderskaart is bestemd voor mensen met een handicap die zelf een motorvoertuig (auto of brommobiel) besturen;
- De passagierskaart is bestemd voor mensen met een handicap die niet zelf een motorvoertuig besturen maar die als passagier meereizen;
- De instellingskaart is voor instellingen voor gehandicapten, zodat zij met een taxibusje kunnen parkeren om cliënten in en uit te laten stappen.

Iemand komt in aanmerking voor een kaart wanneer men voldoet aan de wettelijke voorwaarden, wat wordt onderzocht door een onafhankelijke en door de gemeente aangewezen arts. Er bestaat een aparte medische specialisatie hiervoor: 'Arts indicatie en advies KNMG'. Gehandicaptenparkeerkaarten worden uitgegeven door gemeenten.

### Regels voor gebruik

bord E6: Gehandicaptenparkeerplaats

Houders van een gehandicaptenparkeerkaart mogen parkeren op parkeerplaatsen die zijn aangegeven met verkeersbord E6: Gehandicaptenparkeerplaats.
Een gehandicaptenparkeerplaats wordt in het jargon van beleidsmakers en -uitvoerders ook wel een miva-parkeerplaats genoemd, naar 'mindervaliden', terwijl de termen 'invalide' en 'mindervalide' termen zijn die steeds meer in onbruik raken voor mensen met een functiebeperking, zie ook handicap - terminologie.
In Nederland geldt dat een voertuig met gehandicaptenparkeerkaart mag parkeren op plaatsen waarvoor een parkeerverbod geldt, maximaal 3 uur mag blijven staan, en alleen indien het de andere weggebruikers niet hindert.
Op plaatsen waarvoor betaald parkeren van toepassing is moet ook een gehandicaptenparkeerkaarthouder betalen en zich aan de tijdslimiet houden. In veel steden geldt overigens een afwijkende regeling, bijvoorbeeld dat de houder van een GPK niet hoeft te betalen. Op particuliere parkeerplaatsen (bijvoorbeeld bij ziekenhuizen) kunnen ook afwijkende regels gelden.
Op wegen waar parkeren gratis is, maar wel gebonden aan een bepaalde tijdslimiet (bijvoorbeeld een blauwe zone), mag een gehandicaptenparkeerkaarthouder voor onbeperkte tijd parkeren.
Europese gehandicaptenparkeerkaarten zijn geldig in de gehele Europese Economische Ruimte en Zwitserland.